# Khaled
Khaled Hadj Ibrahim (arabiska: خالد حاج إبراهيم, [ˈxaːled ħaːd͡ʒ ɪbraːˈhiːm]), född 29 februari 1960 i Oran i Algeriet, bättre känd under mononymen Khaled och sitt första artistnamn Cheb Khaled, är en algerisk raï-sångare, allmänt känd som Kungen av Raï. Han introducerade den västerländska publiken till raï.

## Biografi
Khaled föddes 29 februari 1960 i förorten Sidi El Houari i hamnstaden Oran i Algeriet till en familj med ringa ekonomiska resurser.
Khaled började sjunga på bröllop vid nio års ålder, och skapade vid elva års ålder musikgruppen Les Cinqs Étoiles som efterliknade den marockanska folkmusikgruppen Nass El Ghiwane. Gruppen spelade på bröllop och andra tillställningar.[källa behövs] Genom den blev han tidigt populär.[källa behövs]
Khaleds stora internationella genombrott kom med låten Didi där han blandade raï med västerländska influenser. Khaled har även förnyat gamla låtar som Abdel Kader, Wahrane och i albumet Ya-Rayi har han samarbetat med Blaoui Houari som inspirerats mycket av Algerietrevolten.[källa behövs]
2012 arbetade Khaled ihop med den marockansk-svenske producenten Redone. Tillsammans släppte de låten C'est la vie som blev en internationell hit.